# Приборкувачка драконів
«Приборкувачка драконів» — анімаційний фентезійно-пригодницький фільм 2024, який був створений режисерами Сальвадором Сімо та Лі Цзяньпін. Сценарій написали Керол Вілкінсон, Пабло Кастрільо, Ігнасіо Феррерас та Розанна Чекчіні за мотивами роману Керол Вілкінсон 2003 року «Приборкувачка драконів» . Цей спільний іспансько-китайськийфільм 1 березня 2024 року відкрив 27-й Малазький кінофестиваль.

## Сюжет
Дія фільму відбувається в імператорському Китаї династії Хань, а сюжет розповідає про пригоди сироти Пінг із стародавнім Драконом Лонг Даньцзи. Колись Дракони були вигнані з королівства через недовіру. Останній дракон Лонг Даньцзи передає Пінг драконяче яйце та просить віднести його до моря.  Пінг, Дракон та щур Хуа відправляються в подорож. За ними гоняться, щоб забрати яйце та вбити Дракона. У цій небезпечній подорожі Пінг поступово стає справжньою Хранителькою Драконів, якій належить врятувати драконів та змінити долю своєї країни. 

## Озвучування
- Білл Найї [5] — Данзі, дракон
- Білл Бейлі [5] — Ван Чао, травник
- Ентоні Хауелл [5] — Діао, мисливець на драконів
- Майаліні Гріффітс — Пінг, дівчинка [5]

## Виробництво
Про початок екранізації першого роману шестикнижної саги Керол Вілкінсон було оголошено у 2017 році іспансько-китайським спільним виробництвом China Film Animation, що входить до складу China Film Group, разом із іспанськими компаніями Dragoia Media, Movistar Plus та Atresmedia Cine . Бюджет фільму становив 24 мільйони євро. 
Іспанську анімацію спочатку робила студія Ilion Animation Studios, але після студія Guardián de Dragones. Студія SPA Серхіо Паблоса в Мадриді також працювала на початку створення.

## Реліз
У 2024 ріці фільм вийшов у кінотеатрах в Іспанії, Китаї  та Латинській Америці . Viva Kids придбала права на розповсюдження фільму в Північній Америці. . Фільм відкрив 27-й Малазький кінофестиваль 4 березня 2024 року  Компанія Vertigo Releasing випустила фільм у Великій Британії та Ірландії 27 вересня 2024 року на 460 сайтах.   Компанія Umbrella Entertainment запланувала кінотеатральну прем'єру фільму в Австралії та Новій Зеландії на 16 січня 2025 року. 

## Сприйняття

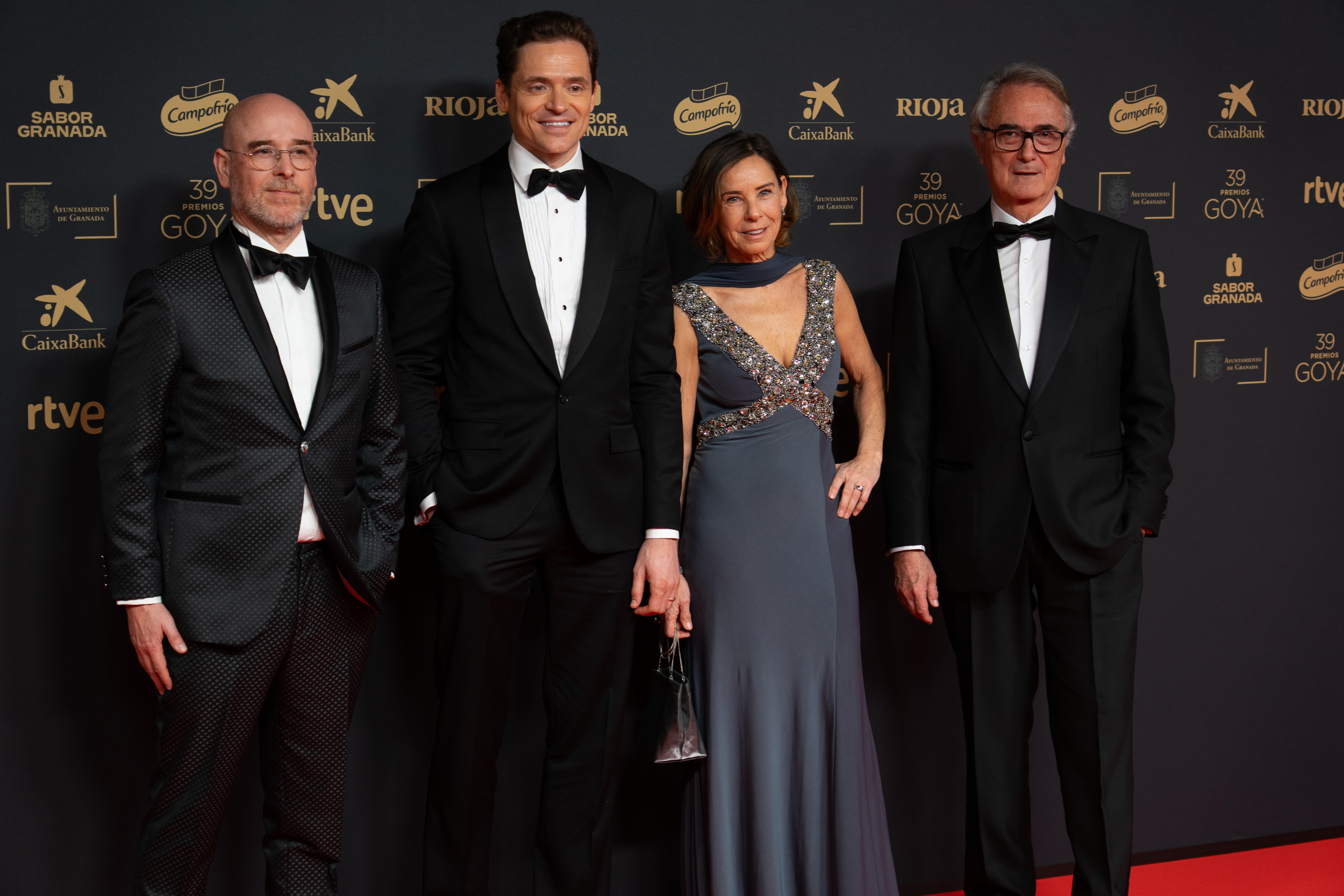
Команда Приборкувачки драконів на 39-й церемонії вручення премії Гойя у лютому 2025 року.

### Критична відповідь
- На веб-сайті агрегатора відгуків Rotten Tomatoes 67% з 9 відгуків критиків є позитивними, із середнім рейтингом 5,8/10.
- На сайті UAKino у списку «Найкращі мультики 2024 року» фільм посідає 18 місце[14].

### Похвали
| 2024 | Золотий півень (кінопремія)             | Премія «Золотий півень» за найкращу анімацію                      | Премія «Золотий півень» за найкращу анімацію | Перемога  | [ 15 ] |
| 2024 | 15-я премія Голлівудська музика в медіа | Премія за найкращий оригінальний саундтрек до анімаційного фільму | Arturo Cardelús                              | Номінація | [ 16 ] |
| 2024 | 30-та церемонія вручення премії Форке   | Найкращий анімаційний фільм                                       | Найкращий анімаційний фільм                  | Номінація | [ 17 ] |
| 2025 | 39-та церемонія вручення премії «Гойя»  | Найкращий анімаційний фільм                                       | Найкращий анімаційний фільм                  | Номінація | [ 18 ] |
| 2025 | 39-та церемонія вручення премії «Гойя»  | Найкращий оригінальний саундтрек                                  | Arturo Cardelús                              | Номінація | [ 18 ] |
| 2025 | 39-та церемонія вручення премії «Гойя»  | Найкращі спецефекти                                               | Li Xin                                       | Номінація | [ 18 ] |

## Зовнішні посилання
- Офіційний сайт
- Приборкувачка драконів на сайті IMDb (англ.)